# Adolf Frederik Gravenberch

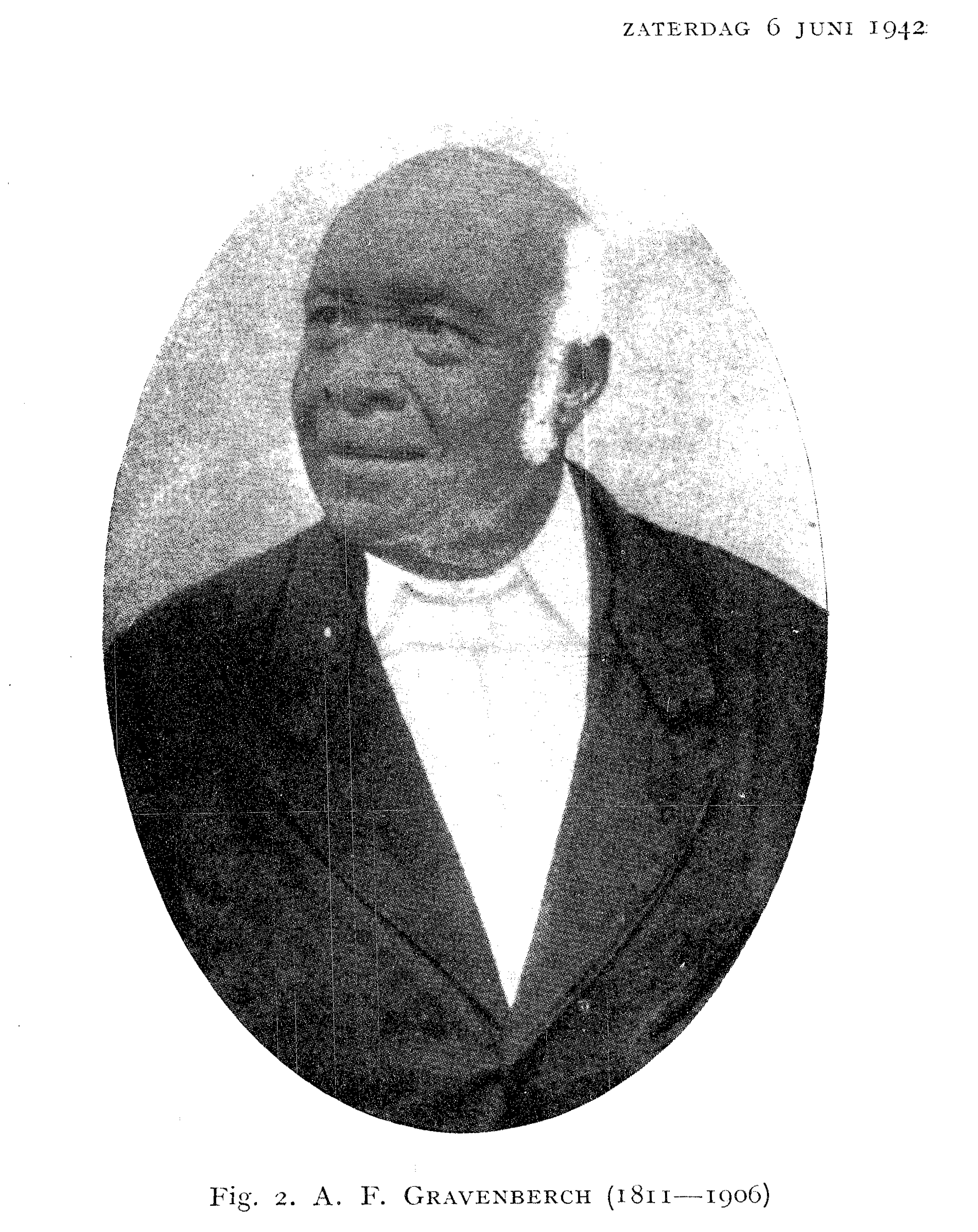

Adolf Frederik Gravenberch (* 1. Februar 1811 auf der Plantage Clarenbeek in Commewijne; † 16. November 1906 in Paramaribo) war ein als Sklave geborener und wahrscheinlich der erste Arzt afrikanischer Abstammung in der niederländischen Kolonie Suriname.

## Leben und Wirken
Adolf Frederik wurde auf der Plantage Clarenbeek, 52 Jahre vor Abschaffung der Sklaverei durch die Niederlande geboren. Clarenbeek war eine bereits seit 1671 bestehende Zuckerrohr-Plantage am linken Ufer des Commewijne. Im Jahre 1821 vermeldet der Almanach von Suriname, dass die Plantage aufgegeben worden war. Zu diesem Zeitpunkt gehörte der Grundbesitz den Brüdern S. und S.H. de la Parra.

### Paramaribo
Im Alter von 15 Jahren wurde Adolf Frederik durch seinen Eigentümer S. de la Parra als Hilfskraft an den in Zittau geborenen Mediziner Gottlieb August Steglich (1766–1838) gegeben. 
Steglich leitete in Paramaribo ein großes Hospital. 
Als Steglich erkrankte, gab er den Jungen an seinen Freund und Kollegen George Cornelis Berch Gravenhorst, der ebenfalls in Paramaribo, an der Gravenstraat, ein eigenes Hospital besaß. Hier vertiefte Adolf Frederik seine medizinischen Kenntnisse und wurde schließlich als Assistenzarzt angestellt.
Bereits diese „Karriere“ ist bemerkenswert, war es doch bis 1844 verboten, Sklaven Schulunterricht zu geben. Auch danach blieb es noch verboten, Sklaven Niederländisch – die Amtssprache – zu lehren, und erst ab 1856 durfte ihnen in Suriname Schreibunterricht gegeben werden.
In der ersten Hälfte des 19. Jahrhunderts erfolgte der Unterricht unter der Sklavenbevölkerung in erster Linie durch Missionare der Herrnhuter Brüdergemeine. Er war überwiegend auf christliche Inhalte beschränkt und wurde nur in der Kreolsprache Sranantongo erteilt.
Dass Adolf Frederik infolgedessen nie richtig niederländisch lesen und schreiben gelernt hatte, sollte ihm später noch zum Vorwurf gemacht werden.

### Freikauf
Seinen Lohn musste Adolf Frederik an seinen Eigentümer abtreten, der ihm einen Teil davon überließ. Nachdem Adolf Frederik genügend gespart hatte, konnte er durch Vermittlung von Berch Gravenhorst 1842 einen Manumissiebrief (abgeleitet von manumissio, einem Begriff aus dem Römischen Recht) erwerben und sich damit von der Sklaverei beim Gouvernement freikaufen. Beim Eintrag in das Bürgerregister wählte er den Nachnamen Gravenberch – dies wahrscheinlich aus Respekt vor dem Lehrmeister und in Anlehnung an römische Sittem.
Nach der Datenbank des Nationaal Archief in Den Haag erwarb Adolf Frederik Gravenberch vier Jahre später, 1846, Freikauf-Briefe für die Hausangestellte Adolphina Margaretha und sechs Kinder, die ebenfalls die Nachnamen Gravenberch erhielten. Vermutlich handelt es sich hierbei um seine Frau und ihre Kinder, sicher aber um Blutsverwandte.
Ab 1832 waren zum Freikauf für Kinder 250 Gulden, für Sklaven älter als 40 Jahre 400 Gulden und für alle anderen Sklaven 500 Gulden an die öffentliche Hand zu zahlen. Weitere Voraussetzung für die Manumissie war, dass man eingetragenes Mitglied einer anerkannten Glaubensgemeinschaft war. Zwei Jahre nach Erhalt des Manumissiebriefes konnten Freigelassene die Bürgerrechte beanspruchen, sofern sie eine Erklärung über ihr untadeliges Betragen in diesen zwei Jahren vorlegen konnten.

### Arzt
Nach zwei abgewiesenen Anträgen wurde Gravenberch 1855 durch königlichen Beschluss Honoris causa die Erlaubnis zur Ausübung der Heilkunde gegeben. Ein damals – acht Jahre vor der Emanzipation – Aufsehen erregender Vorgang, der auf Widerstand in der kolonialen Gesellschaft stieß, denn die Kommission für Gesundheitswesen hatte sich erneut gegen die Zulassung des Afro-Surinamers ausgesprochen. In einem Brief an den Gouverneur von Schmidt auf Altenstadt war die Hauptbeschwerde, dass Gravenberch kaum lesen und schreiben und sich nur in Sranantongo ausdrücken könne. So könne er unmöglich die Theorie der Heilkunde studieren. Der Gouverneur antwortete, er halte es für eine respektlose Anmaßung, dem König zu unterstellen, er hätte vor seinem Beschluss nicht alle Umstände entsprechend gewürdigt. Dies wirkte – die Kommission beeilte sich, Gravenberch am 1. August 1855 als Mitglied in das Kollegium Medikus einzuschreiben.
Kurze Zeit später eröffnete Gravenberch in Paramaribo eine eigene Arztpraxis. Er übte seinen Beruf bis ins hohe Lebensalter aus und starb 1906 nach kurzer Krankheit.
In Paramaribo erinnert die Gravenberchstraat an den ehemaligen Sklaven und späteren Arzt.